# Samuel Pepys

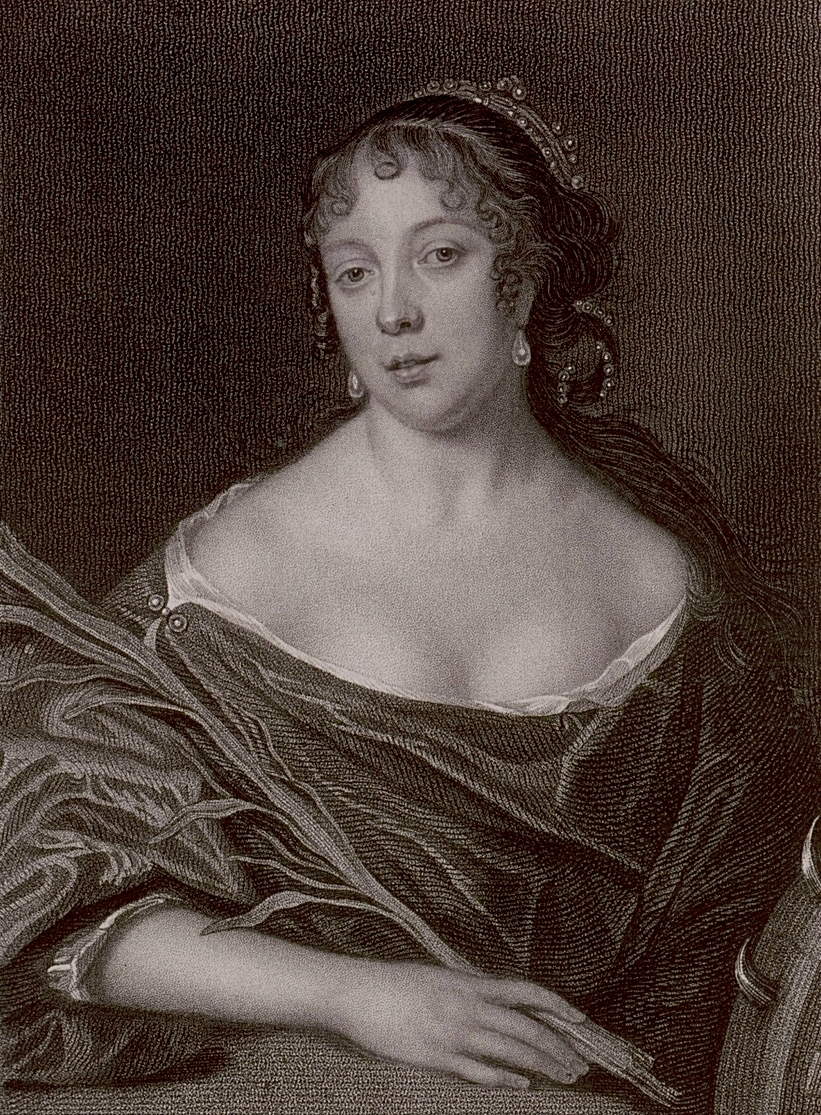
Elisabeth Pepys portréja. John Thomson rézkarca John Hayls 1666-ban festett képe alapján készült (amely később megsemmisült)

Samuel Pepys (1633. február 23. – 1703. május 26.) angol politikus, parlamenti képviselő, a Royal Society tagja, békebíró, a királyi haditengerészet főtitkára. Ma legismertebb írói munkássága: fiatalabb korában egy évtizeden keresztül személyes naplót vezetett, amelyet később publikált. Pártfogói, odaadása és adminisztrációs hozzáértése révén a brit Admiralitás első titkára lett II. Károly és II. Jakab angol király uralkodása alatt.
Befolyása és az általa bevezetett reformok igen sokat jelentett az Admiralitás és a brit haditengerészet modernizálása terén. Az 1660 és 1669 között vezetett személyes naplója igen fontos kortörténeti dokumentum. Pepys magánéletének mozzanatai mellett feljegyezte a kor jelentős eseményeit: a második angol–holland háborút, a londoni pestisjárványt és a nagy londoni tűzvészt.

## Fiatalkora és tanulmányai
Pepys Londonban, a Fleet Street-en található Salisbury Court-on született 1633. február 23-án. Apja John Pepys (1601–1680) szabó, anyja Margaret Pepys, született Kite (? – 1667), egy Whitechapel-ben dolgozó mészáros lánya. Apja egyik unokatestvére, Sir Richard Pepys 1640-ben bekerült a parlamentbe a Suffolk grófságbeli Sudbury képviseletében, majd 1654-ben kinevezték pénzügyminiszternek ("Baron of the Exchequer"), 1654-ben pedig Írország legfelsőbb bírájának ("Lord Chief Justice opf Ireland").
Samuel Pepys csak szüleinek ötödik gyermeke volt (összesen 10 testvére született), de a korabeli magas csecsemőhalandőság miatt hamarosan ő volt a legidősebb az életben maradt gyermekek között. Március 3-án keresztelték meg a St Bride's Church templomban. A gyermek Pepys-t szülei a Londontól északra található Kingsland-ba küldték, ahol a dajkájával élt. 1644-ben beiratták a Huntingdon Grammar School, majd tanulmányait 1646-1650 között a londoni St Paul's School-ban végezte. 1649-ben nézőként részt vett I. Károly kivégzésén.
1650-ben a Cambridge-i Egyetemen folytatta tanulmányait (a St Paul-tól kapott ajánlások és a Mercers Company anyagi támogatásának köszönhetően). 1650. június 21-én iratkozott be a Trinity Hall kollégiumba, ahol az egyik nagybátyja, John Pepys, tanított. Azonban már októbertől a Magdalene College-ban tanult, 1651 márciusában át is költözött és 1654-ben itt szerezte meg diplomáját.
Még abban az évben, vagy legkésőbb 1655 elején apja másik unokatestvére, Edward Montagu (a későbbi 1st Earl of Sandwich) otthonába fogadta. 1655. október 15-én vette feleségül templomi esküvő keretében az akkor még csak 14 éves Elisabeth de St Michel-t, aki francia hugenotta ősök leszármazottja volt. A polgári szertartást 1655. december 1-jén tartották a westminsteri St Margaret templomban.

### Krónikus betegsége
Fiatalkorától kezdve Pepys vesekövektől szenvedett, akárcsak anyja és John bátyja. Szinte mindig fájdalmak gyötörték és emellett a betegség más tünetei is jelentkeztek: elsősorban vér a vizeletben (hematuria). Mikor házasságot kötött, állapota olyan súlyos lehetett, hogy feltehetően szexuális életét is befolyásolta.
1657-ben Pepys úgy döntött, hogy megoperáltatja magát és megszabadul a kőtől, ami nem volt könnyű döntés: a korabeli viszonyok miatt ez különösen fájdalmas és veszélyes műtétnek számított. Mindenesetre Pepys felkérte Thomas Hollier sebészt, és 1658. március 26-án megműtötték őt Pepys egyik unokatestvérének, Jane Turner-nek otthonában és sikeresen eltávolították a követ, amit Pepys az elkövetkezendő években megünnepelt.
Azonban a sikeres műtét ellenére is problémái voltak egészségével: a műtéti heg rosszul gyógyult és később felnyílt, illetve elképzelhető, hogy a műtét során elvágták az ondóvezetékét. Naplójában is utal a húgyhólyagjában jelentkező fájdalomra, amikor megfázott és élete vége felé a műtéti seb sok problémát okozott.
1658 közepén Pepys a mai Downing Street közelében található Axe Yard-ra költözött és Sir George Downing pénzügyminiszter alatt mint pénztáros dolgozott a pénzügyminisztériumban.

## Naplója
1660. január 1-jén Pepys naplót kezdett írni. Az elkövetkezendő 10 évben életében minden napját megörökítette: a nőket, akiket körbeudvarolt és elcsábított, barátait, üzleti ügyeit és a napi politikai eseményeket. Naplója hűen tükrözi jellemét, féltékenységét, bizonytalanságát, időnként triviális gondjait és házassági problémáit, de nagyszerű képet fest a forradalom utáni Londonról, hiszen személyes bejegyzéseit rendszeresen a napi politikai eseményekkel és országos jelentőségű ügyekkel keverte. Az első bejegyzés így szól:

„Istennek legyen hála, hogy az elmúlt esztendő vége jó egészségben talált, a régi fájdalmam mindenféle jele nélkül, de kissé megfázva. Axe Yard-on élek feleségemmel és szolgálónkkal, Jane-nel, és nincs is már társaságunk hármunkon kívül. Feleségem, miután kimaradt a periódusa hét héten keresztül, reményt szolgáltatott arra, hogy talán gyermeket vár, de a múlt esztendő utolsó napján ismét megjött neki.
Az állam helyzete pedig így fest. A csonka parlament, miután Lord Lambert megzavarta, ismét összeült. A hadsereg tisztjei mindenkit engedelmességre kényszerítettek. Lawson a folyón vesztegel, Monke pedig seregével Skóciában van. Csak Lord Lambert nem jelent meg a parlamentben, és hacsak nem kényszerítik erővel, nem is fog.”

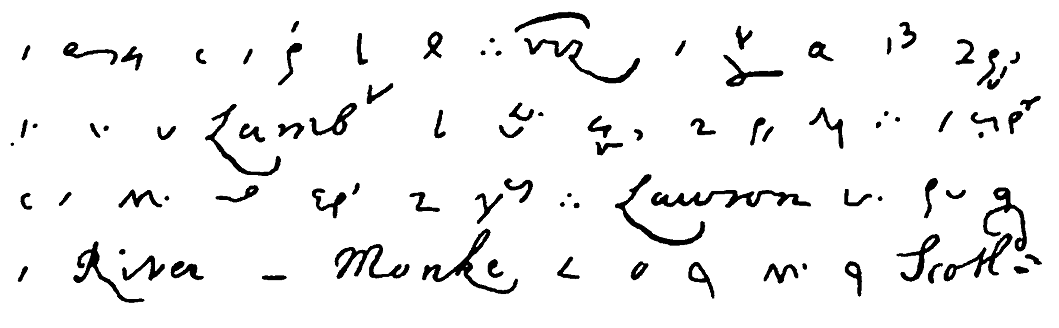
Az első naplóbejegyzés másolata. Pepys egy akkoriban elterjedt gyorsírási változatot használt.

Az első hónapok bejegyzései sokat foglalkoznak Monck tábornokkal, aki seregével Skóciából London felé menetelt. Ugyanebben az évben áprilisban és májusban Edward Montagu kíséretében utazott Hollandiába, hogy II. Károly angol királyt visszakísérjék száműzetéséből. Szolgálataikért cserébe Montagu június 18-án 1st Earl of Sandwich lett, míg Pepys július 13-án megkapta a "Navy Board" (a flotta napi adminisztrációs ügyeivel foglalkozó testület) titkári állását. A kinevezés évi 350 fontos jövedelmet hozott, számos természetbeni juttatást és a pozícióval járó kenőpénzeket (egyik vetélytársa 1000 fonttal – 3 évi jövedelme! – akarta megvesztegetni, hogy lemondjon az állásról. Szolgálati lakása City of London-ban, a Seething Lane-en volt.

## A napló kiadása

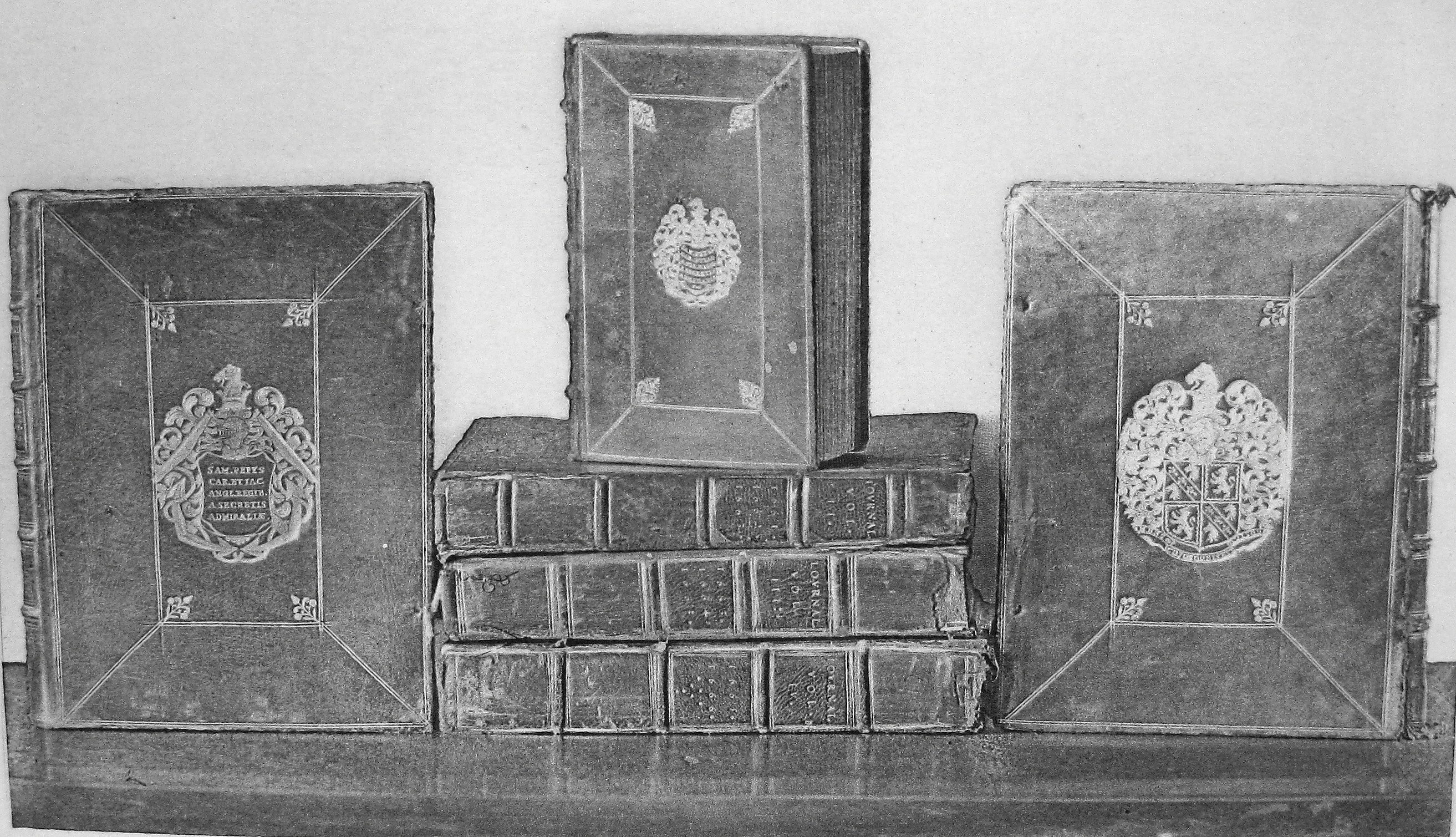
A napló kézírásos változatának hat kötete

A naplót első ízben John Smith kísérelte meg angolra áttenni, 1819 és 1822 között dolgozott a Pepys által használt kód megfejtésén, miközben a kulcs pár polccal a naplók felett volt elhelyezve. A Smith által átírt naplókat két kötetben jelentették meg 1825-ben.
A naplók második átírását, most már a kulcs segítségével, 1875-ben Mynors Bright végezte és 1875 – 1879 között jelentette meg. Ez a korábban publikált változatnál kb. 30%-as hosszabb volt, de a napló 1/5-ét továbbra sem adták ki. Henry B. Wheatley, a két korábbi kiadást felhasználva, újra megjelentette a naplót 1893 – 1899 között–, majd 1926-ban megjelent egy átdolgozott, jegyzetekkel és tárgymutatóval ellátott kiadás.
A fenti kiadásokból hiányoztak Pepys magánéletére, elsősorban szexuális életére vonatkozó részek, amiket akkoriban kiadhatatlannak minősítettek. A naplók teljes átírása, amelyet Robert Latham és William Matthews készített és szerkesztett, 1970–1983 között jelent meg kilenc kötetben. A napló legérdekesebb részeit rövidített, egykötetes kiadásokban is megjelentették.

## Magyarul
- Samuel Pepys naplója; vál. Szobotka Tibor, ford. Ruttkay Kálmán, bev. Sükösd Mihály; Gondolat, Bp., 1961 (Aurora)
- Samuel Pepys naplójából. 1660-1669; vál., ford., bev., jegyz. Semlyén István; Kriterion, Bukarest, 1970 (Téka)

## Fordítás
- Ez a szócikk részben vagy egészben  a   Samuel Pepys című angol Wikipédia-szócikk fordításán alapul.  Az eredeti cikk szerkesztőit annak laptörténete sorolja fel. Ez a jelzés csupán a megfogalmazás eredetét és a szerzői jogokat jelzi, nem szolgál a cikkben szereplő információk forrásmegjelöléseként.